# Manuel Vilar
Manuel Vilar i Roca (Barcelona, 15 de noviembre de 1812 - Ciudad de México, 25 de noviembre de 1860) fue un escultor romántico español.

## Biografía
Estudió en la Escuela de la Llotja, donde fue discípulo de Damià Campeny. En 1833 viajó a Roma, donde estudió con Antoni Solà y Pietro Tenerani, en cuyo taller trabajó; también recibió consejos puntuales de Bertel Thorvaldsen. Enmarcado en la escuela artística de los Nazarenos, en 1845 se estableció en México con el pintor Pelegrí Clavé, donde fue director de las clases de escultura de la Academia de San Carlos.
Destacó especialmente en el género del retrato. En su faceta como profesor, insistió en el estudio riguroso de la anatomía, el dibujo de los modelos antiguos, la práctica realizada sobre bloques de mármol, el trabajo con vaciados en yeso y modelados en barro. Además de los temas clásicos trató los religiosos e históricos, destacando en su etapa mexicana los temas prehispánicos. Aunque de estilo eminentemente romántico, en su obra se perciben toques realistas, lo que confiere cierto eclecticismo a su obra.
Entre sus primeras obras, aún en Barcelona, se encuentran: Jasón robando el vellocino de oro (1836, Real Academia Catalana de Bellas Artes de San Jorge), Latona y los labradores (1838, Real Academia Catalana de Bellas Artes de San Jorge), Deyanira y el centauro Neso, El juicio de Daniel en Babilonia, Discóbolo, Un niño jugando con un cisne y Una niña rodeada de perros. De su producción mexicana cabe destacar: Moctezuma (1850), La Malinche (1850), Iturbide (1850), Tlahuicole (1852) y Cristóbal Colón; así como diversos bustos: Francisco Sánchez de Tagle (1852), Fray Cristóbal de Nájera (1853), Manuel Tolsá (1852), Lucas Alamán (1853), Antonio López de Santa Anna (1853), Manuel Diez de Bonilla (1852) y Mercedes Espada (1856). También ejecutó el San Carlos Borromeo protegiendo a un niño que se encuentra en el patio de la Academia de San Carlos, y el San Lucas situado en la Escuela Nacional de Medicina.
Falleció en Ciudad de México de neumonía el 25 de noviembre de 1860, y fue sepultado en la iglesia de Jesús Nazareno, donde sus alumnos le confeccionaron un monumento en su recuerdo, del que destacan un cuadro de la Virgen de la Piedad de Petronilo Monroy, una cruz decorativa de Epitacio Calvo y un busto de Felipe Sojo (una copia del busto se encuentra en la Real Academia Catalana de Bellas Artes de San Jorge).

## Galería

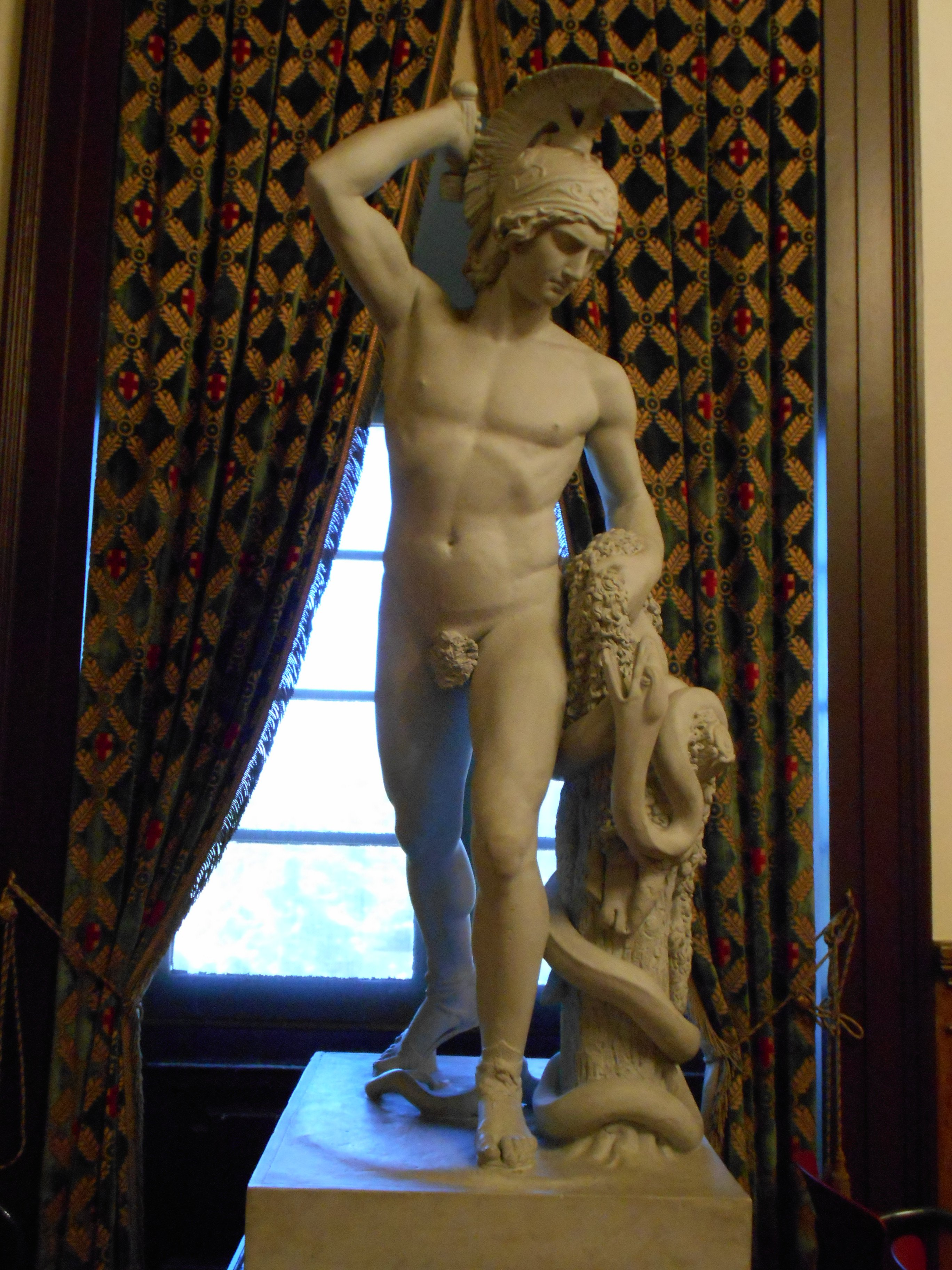
Jasón robando el vellocino de oro (1836), Real Academia Catalana de Bellas Artes de San Jorge, Barcelona.
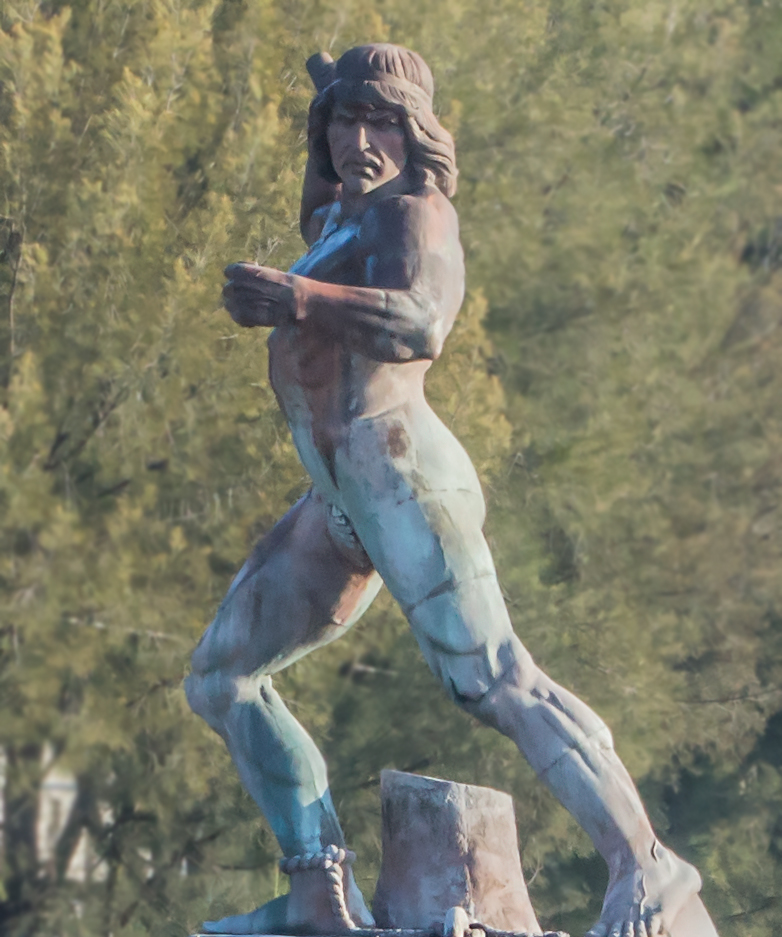
Tlahuicole (1852), Tlaxcala.
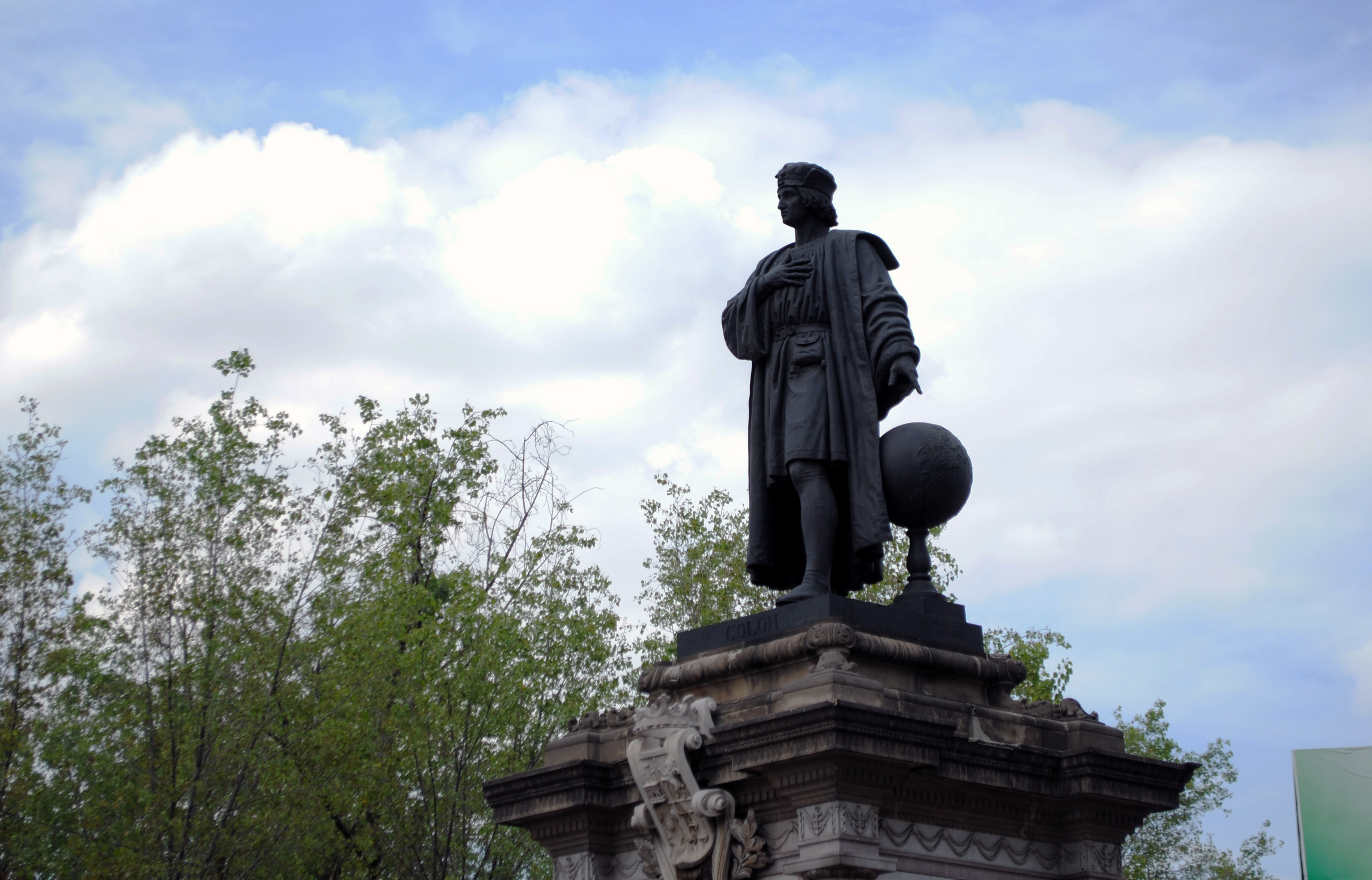
Monumento a Colón, plaza de Buenavista, Ciudad de México.
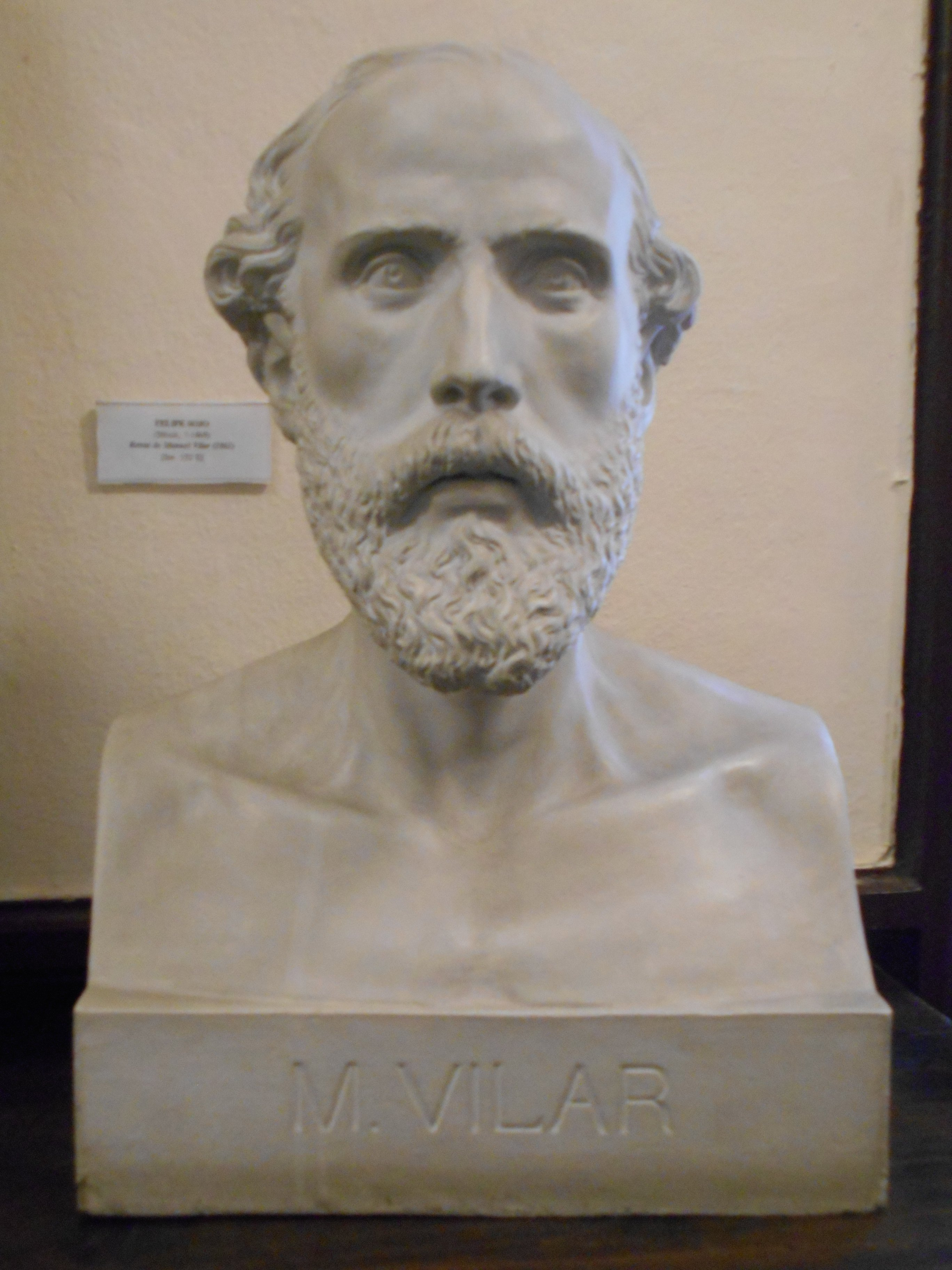
Retrato de Manuel Vilar, por Felipe Sojo (1861), Real Academia Catalana de Bellas Artes de San Jorge.